# Serre-Nerpol
Serre-Nerpol település Franciaországban, Isère megyében. Lakosainak száma 315 fő (2022. január 1.). Serre-Nerpol Saint-Michel-de-Saint-Geoirs, Varacieux, Vatilieu, Vinay, Brion, Chasselay, Notre-Dame-de-l’Osier és Quincieu községekkel határos.

## Népesség
A település népessége az elmúlt években az alábbi módon változott:
| Lakosok száma | 266  | 252  | 269  | 291  | 296  | 293  | 296  | 308  | 310  | 315  |
|               | 1968 | 1982 | 1990 | 2006 | 2013 | 2015 | 2017 | 2019 | 2020 | 2022 |